# Kanton Moustiers-Sainte-Marie
Moustiers-Sainte-Marie is een voormalig kanton van het Franse departement Alpes-de-Haute-Provence. Het kanton maakte deel uit van het arrondissement Digne-les-Bains. Het werd opgeheven bij decreet van 24 februari 2014, met uitwerking op 22 maart 2015. Alle gemeenten werden toegevoegd aan het kanton Riez.

## Gemeenten
Het kanton Moustiers-Sainte-Marie omvatte de volgende gemeenten:
- Moustiers-Sainte-Marie (hoofdplaats)
- La Palud-sur-Verdon
- Saint-Jurs